# Ахмет Чалик
Ахмет Чалик (тур. Ahmet Çalık; нар. 1 березня 1958 року, Малатья, Туреччина) — турецький мільярдер, підприємець, голова компанії «Чалик Холдинг», колишній представник президента Туркменістану з питань реалізації природного газу, нафти та електроенергії на ринках Туреччини.

## Біографія
«Чалик Холдинг» був заснований у 1997 році Ахметом Чаликом, що є на сьогоднішній день головою компанії. Довгий час був представником президента Туркменістану щодо розміщення на ринках Туреччини туркменського природного газу, нафти, електроенергії та бавовни.

## Статок
У березні 2011 року особистий статок Ахмеда Чалика оцінювалося в 1,3 мільярда доларів, він піднявся на 20-е місце в списку найбагатших людей Туреччини.

## Нагороди
- Орден «Галкиниш» (22.10.1997)
- Нагороджений ювілейною медаллю «Незалежний, Постійно Нейтральний Туркменістан» (2015)[7]